# Hoori

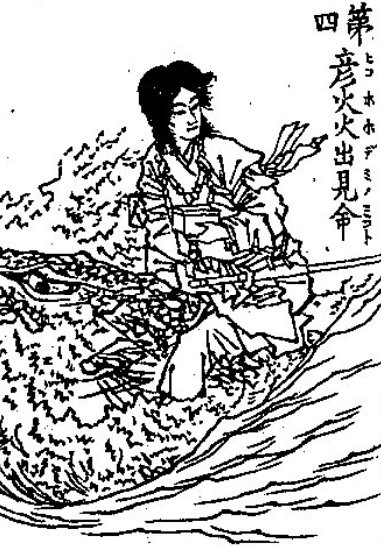
Hoori

Hoori ("förtynande eld") var en jägare i japansk mytologi. Son till Ninigi och Konohanasakuyahime, bror till Hoderi och farfar till Jimmu och alltså anfader till den japanska kejserliga dynastin.
I en berättelse grälade Hoori och Hoderi över en borttappad metkrok. Hoori dök då till havets botten där han istället fann havsgudens dotter Otohime som han äktade. Hon förmådde sedan alla fiskarna att leta efter kroken till dess en av dem hittade den.